# Evaristo Isasi
Evaristo Isasi Colmán (Asunción, 1955. november 26. – ) paraguayi válogatott labdarúgó. 

## Pályafutása

### Klubcsapatban
1974-ben a General Caballero csapatában játszott. 1975 és 1981 között a Club Olimpia játékosa volt, melynek tagjakként hat bajnoki címet (1975, 1978, 1979, 1980, 1985, 1988) szerzett. A Libertadores-kupát, a Copa Interamericanát és az Interkontinentális kupát 1-1 alkalommal nyerte meg csapatával. 1981 és 1983 között Kolumbiában szerepelt a Deportes Tolima és az Independiente Santa Fe együttesében. 1983-ban visszatért az Club Olimpia csapatához, ahol még évekig játszott és 1988-ban fejezte be a pályafutását.

### A válogatottban
1977 és 1981 között 17 alkalommal szerepelt a paraguayi válogatottban és 2 gólt szerzett. Tagja volt az 1979-es Copa Américán győztes válogatott keretének és részt vett az 1986-os világbajnokságon, de egyetlen mérkőzésen sem kapott lehetőséget.

## Sikerei, díjai
Club Olimpia
- Paraguayi bajnok (6): 1975, 1978, 1979, 1980, 1985, 1988
- Copa Libertadores (1): 1979
- Copa Interamericana (1): 1979
- Interkontinentális kupa (1): 1979

Paraguay
- Copa América győztes (1): 1979